# Slovensko pevsko društvo na Dunaju
Slovensko pevsko društvo na Dunaju je bivši moški zbor slovenskih univerzitetnih študentov na Dunaju.
Zbor je ustanovil in vodil Davorin Jenko, ki je leta 1858 prišel na Dunaj študirat pravo.  Deloval je v letih 1859−1862. Člani so bili Simon Jenko, Janez Mencinger, Josip Stritar,
Matija Valjavec in drugi slovenski študentje. Zbor je sodeloval na vseh slovenskih prireditvah, prenehal pa je delovati potem, ko so najbolj zavzeti člani končali študij, mnogi med njimi pa so se vključili v novoustanovljeno Slovensko pevsko društvo. Slovensko pevsko društvo na Dunaju je imelo pomembno vlogo pri razvoju slovenske narodne zavesti, tudi v okoljih, kamor so se vrnili ali prišli njegovi pevsko dobro izšolani člani. Spodbudilo je tudi skladateljski razvoj Davorina Jenka, katerega zborovske skladbe zlasti Naprej zastava slave in Pobratimija na besedilo Simona Jenka,  ter Lipa zelenela je skladatelja Miroslava Vilharja, so postale prvi in središčni repertoar nastajajočih zborov v domovini.